# Marcelo Tega

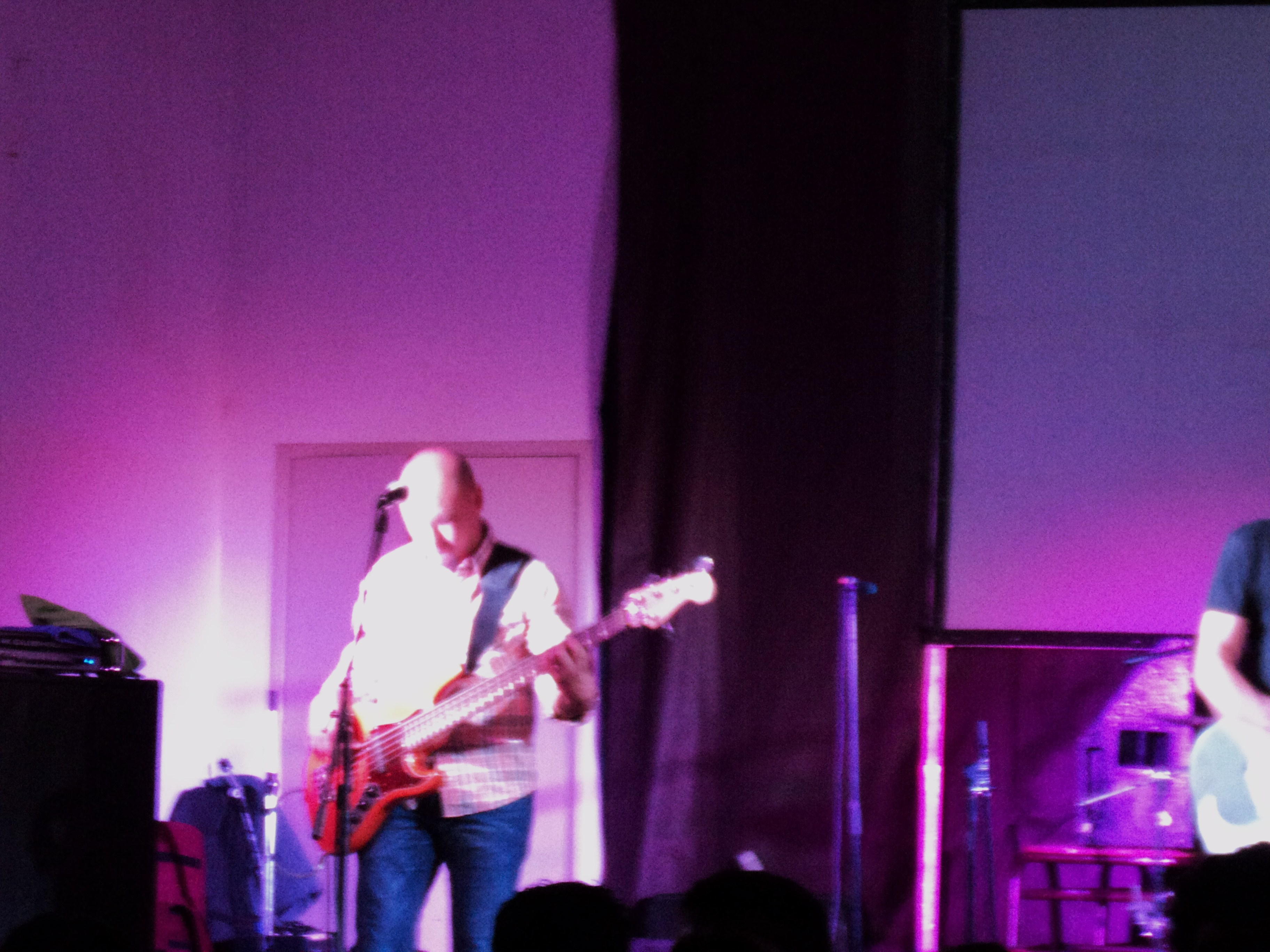
lTega en un concierto de la banda.

Marcelo Tega (n. Rosario, 1 de mayo de 1967) es el bajista de la banda Rescate.

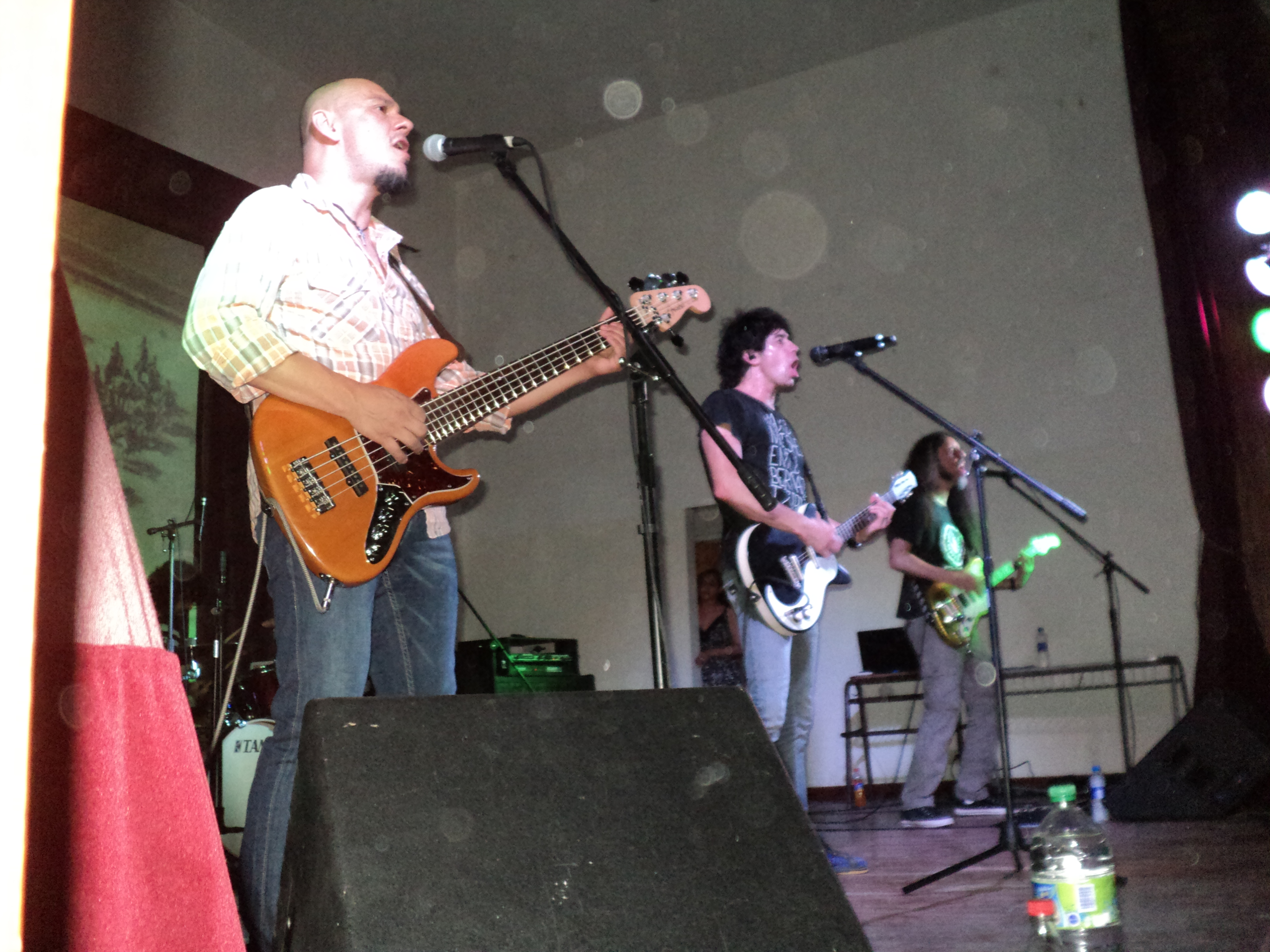
Marcelo Tega en vivo.

## Biografía
Estudió bajo en la ciudad de Rosario con Carlos Belloso Colombres, y luego en Buenos Aires con Cesar Franov Y Carlos Madariaga. Cursó la carrera de Contrabajo en la Universidad Nacional de Rosario hasta el 5.º año.
Formó parte de la Banda de Jazz de la Universidad Nacional de Rosario y en diferentes formaciones de ese género. Tocó en los grupos de rock Certamente Roma, Vandera, y con el solista Fabián Gallardo. En folclore trabajó junto a los cantantes Carlos Pino y Raúl Manfredini con quien realizó 254 funciones de la conocida obra de teatro La Forestal.
Además de los discos de Rescate trabajo como bajista en los discos:
- Vandera (Vandera)
- Entraña de Árbol (Carlos Pino)
- Jazz Friend I y II (Jazz Friend), junto a los solistas David Lugo, Deborah y otros.

Actualmente trabaja en su estudio como productor, habiendo producido más de 30 discos, entre ellos los destacados artistas Lydia Valendiz de España, Sangre Viva de Uruguay, Rockalipsis de Chile y el disco RESCATE SINFONICO.
El 26 de junio de 2020 lanzó su primer EP como cantante titulado Pordiosero.

## Discografía

### Álbumes
- 2020: Pordiosero (EP)